# Andreas Franz Frühwirth

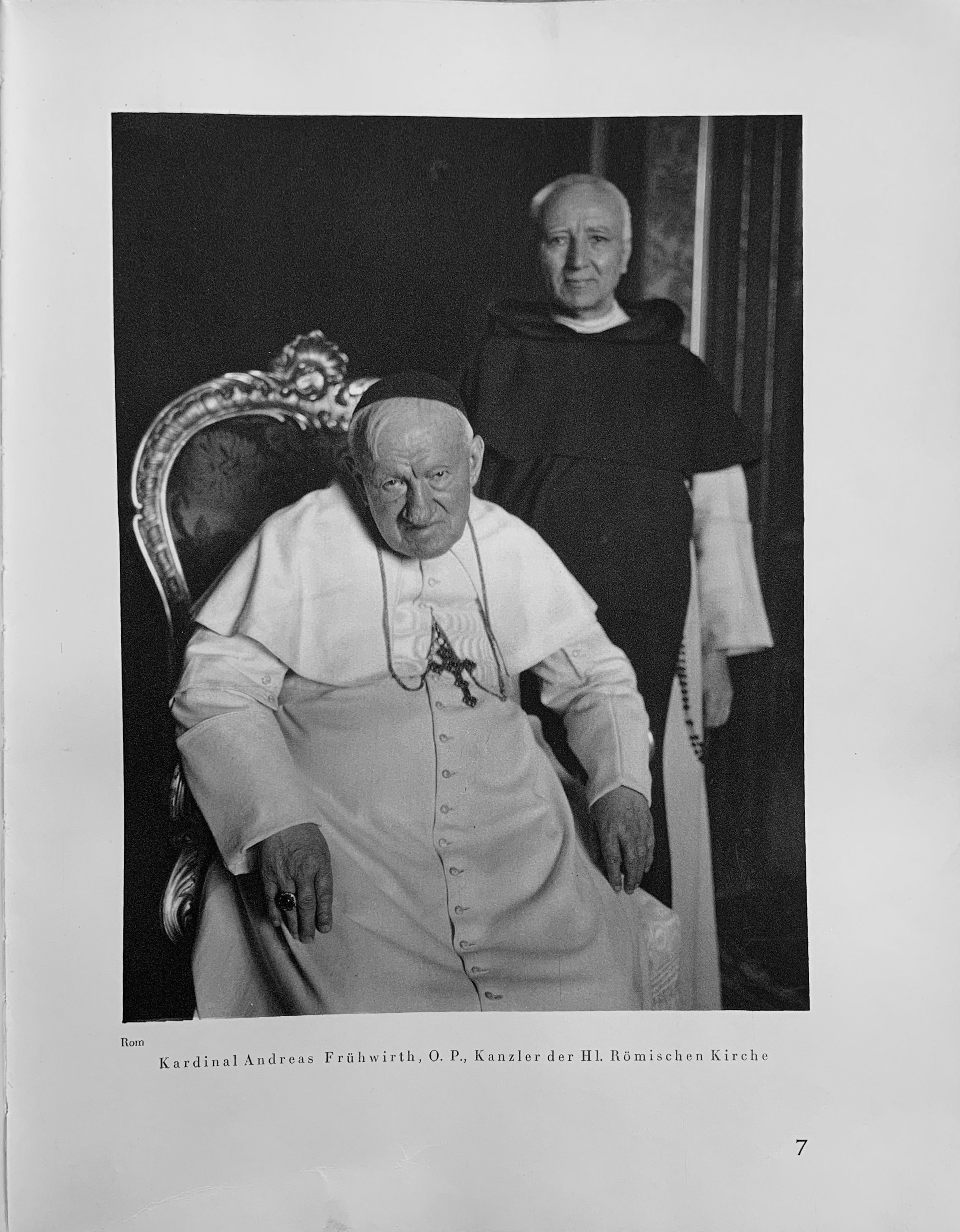
Andreas Kardinal Frühwirth OP (sitzend) als Kanzler der Hl. Römischen Kirche (1930)

Andreas Franz Kardinal Frühwirth OP (* 21. August 1845 in Sankt Anna am Aigen, Österreich als Franz Frühwirth; † 9. Februar 1933 in Rom) war ein Kurienkardinal der römisch-katholischen Kirche.

## Leben

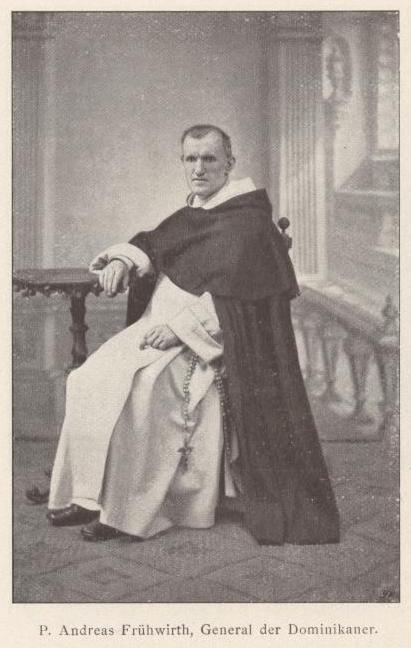
Andreas Frühwirth als Generaloberer der Dominikaner (1898)

Franz Frühwirth trat am 13. September 1863 in den Dominikanerorden ein und nahm den Ordensnamen Andreas an. Am 5. Juli 1868 empfing er in Graz die Priesterweihe. Er studierte in verschiedenen Dominikanischen Häusern Katholische Theologie und Philosophie, später studierte er auch an der Päpstlichen Akademie des hl. Thomas von Aquin.
Er lehrte von 1871 bis 1876 im Ordenshaus in Graz und von 1885 bis 1890 in Wien. Von 1890 an war er Provinzial der österreichisch-ungarischen Ordensprovinz. 1891 wurde er Generalmagister des gesamten Ordens. In dieser Funktion wurde er auch Konsultor des Heiligen Offiziums. Am 26. Oktober 1907 wurde er von Papst Pius X. zum Apostolischen Visitator von Österreich und zum Apostolischen Nuntius von Bayern ernannt. Am 30. November 1907 wurde er zum Titularerzbischof von Heraclea in Europa geweiht. Die Bischofsweihe spendete ihm der damalige Präsident der Päpstlichen Kommission für die Koordination von Wohlfahrtsfragen, Rafael Kardinal Merry del Val; Mitkonsekratoren waren Erzbischof Diomede Panici, Sekretär der Ritenkongregation, und Giuseppe Cecchini OP, Prälat der Territorialprälatur Altamura ed Acquaviva delle Fonti.
Frühwirth wurde von Papst Benedikt XV. am 6. Dezember 1915 zum Kardinalpriester mit der pro hac vice zur Titelkirche erhobenen Titeldiakonie Santi Cosma e Damiano ernannt. Über Frühwirth schrieb der bayrische Gesandte Stockhammern während des Krieges an den Reichskanzler Bethmann-Hollweg, dass er sich nicht für die deutsche Sache einsetzen würde. Seit 1917 lebte er in Rom und nahm an dem Konklave von 1922 teil, welches Papst Pius XI. wählte.
Er wurde am 8. Jänner 1925 zum Kardinalgroßpönitentiar bestellt und übte dieses Amt bis zum 9. Dezember 1927 aus. Papst Pius XI. ernannte ihn zum Kanzler der Heiligen Römischen Kirche und zum Kardinalpriester mit der Titelkirche San Lorenzo in Damaso.
Andreas Kardinal Frühwirth starb 1933 in Rom als ältestes Mitglied des Kardinalskollegiums und wurde in der Pfarrkirche seines Heimatortes Sankt Anna am Aigen beigesetzt.